# Radhika Apte
Radhika Apte (Pune, Maharashtra, 7 de septiembre de 1985) es una actriz india.
Empezó a actuar en teatro antes de aventurarse en el cine. Hizo su debut en Bollywood con un pequeño papel en la película Vaah! Life Ho Toh Aisi! (2005). Desde entonces, ha participado en películas en idioma hindi, tamil, telugu, malabar y bengalí.
Su primer papel protagónico ocurrió en 2009 en la película Antaheen. Logró aclamación crítica por tres actuaciones en 2015 en el cine de Bollywood: Badlapur, la comedia Hunterrr y la película biográfica Manjhi-The Mountain Man. Sus papeles protagónicos en 2016 en las películas independientes Phobia y Parched también le valieron buenas reseñas por parte de la crítica especializada.
Apte interpretó roles de reparto en la producción marathi Lai Bhaari (2014) y en el drama tamil Kabali (2016). Está casada con el músico británico Benedict Taylor desde 2013.